# Adriano Pezzoli
Adriano Pezzoli (2 maggio 1964) è un fondista di corsa in montagna italiano.

## Biografia
Nel 1990 e nel 1991 ha partecipato ai Mondiali di corsa campestre piazzandosi rispettivamente in centotredicesima e centonovantesima posizione.
Nel 1993 è stato campione italiano di corsa in montagna; sempre nello stesso anno, ha inoltre anche partecipato ai mondiali, piazzandosi in undicesima posizione e vincendo una medaglia d'oro a squadre.
Anche suo cugino Privato ha vinto un titolo di campione italiano di corsa in montagna, oltre a cinque medaglie d'oro a squadre in altrettante partecipazioni ai mondiali.

## Palmarès
| Anno | Manifestazione                | Sede          | Evento         | Risultato | Prestazione | Note |
| ---- | ----------------------------- | ------------- | -------------- | --------- | ----------- | ---- |
| 1990 | Mondiali di cross             | Aix-les-Bains | Corsa seniores | 113º      |             |      |
| 1990 | Mondiali di cross             | Aix-les-Bains | A squadre      | 6º        | 289 p.      |      |
| 1991 | Mondiali di cross             | Anversa       | Corsa seniores | 190º      |             |      |
| 1991 | Mondiali di cross             | Anversa       | A squadre      | 7º        | 336 p.      |      |
| 1993 | Mondiali di corsa in montagna | Gap           | Distanza lunga | 11º       |             |      |
| 1993 | Mondiali di corsa in montagna | Gap           | A squadre      | Oro       |             |      |

## Campionati nazionali
1979
- Oro ai campionati italiani di società allievi di corsa campestre (in squadra con Tiziano Merelli e Domenico Gervasoni)[1]

1982
- Oro ai campionati italiani juniores di corsa in montagna

1983
- 5º ai campionati italiani juniores, 5000 m piani - 14'41"90

1987
- 8º ai campionati italiani assoluti, 5000 m piani - 14'05"23
- 13º ai campionati italiani di corsa campestre - 32'52"

1988
- 9º ai campionati italiani assoluti, 10000 m piani - 29'27"74
- 17º ai campionati italiani di corsa campestre - 37'02"

1990
- 6º ai campionati italiani di corsa campestre - 35'34"

1991
- 17º ai campionati italiani di maratona - 2h21'19"
- 5º ai campionati italiani di corsa campestre - 37'20"

1993
- Oro ai campionati italiani di corsa in montagna

1994
- 11º ai campionati italiani assoluti, 10000 m piani - 30'14"72

## Altre competizioni internazionali
1979
- 5º alla Cinque Mulini ( San Vittore Olona), gara allievi - 17'48"02
- Oro al Cross dell'Altopiano ( Clusone), gara allievi - 16'03"3

1980
- 4º alla Cinque Mulini ( San Vittore Olona), gara allievi - 16'43"4

1982
- 26º alla Dieci miglia del Garda ( Navazzo), 9,8 km - 36'21"[2]
- 5º al Cross dell'Altopiano ( Clusone), gara juniores - 24'08"

1984
- 6º alla Dieci miglia del Garda ( Navazzo), 11,5 km - 35'52"[2]
- 5º al Cross di Alà dei Sardi ( Alà dei Sardi) - 34'49"
- 6° alla Gara Internazionale di Corsa in Montagna ( Zogno) - 40'38"

1985
- 9º al Gran Premio Città di Ferrara ( Ferrara), 12,6 km - 38'44"
- 10° alla Dieci miglia del Garda ( Navazzo), 11 km - 35'27"5
- 11º al Cross di Volpiano ( Volpiano)

1986
- 18º al Campaccio ( San Giorgio su Legnano) - 38'45"
- Oro al Cross dell'Altopiano ( Clusone) - 20'02"
- 8° al Cross Regionale ( Civezzano) - 25'58"

1987
- 7º al Grand Prix Besozzese ( Besozzo), 11,2 km - 33'10"
- Argento alla Ponte in Fiore ( Ponte in Valtellina), 9,4 km - 28'27"
- 5º alla Scarpa d'oro ( Vigevano), 8 km - 24'14"
- 7º al Campaccio ( San Giorgio su Legnano) - 36'20"
- 16º alla Cinque Mulini ( San Vittore Olona) - 31'46"
- Oro al Cross dell'Altopiano ( Clusone)
- Oro al Cross Val di Primiero	( Primiero) - 28'15"

1988
- 4° alla Quartu Corre ( Quartu Sant'Elena)
- 6º alla Corsa di Santo Stefano ( Bologna), 5 miglia - 24'20"
- 10º alla Scarpa d'oro ( Vigevano), 8 km - 24'28"
- 10º alla Cinque Mulini ( San Vittore Olona) - 33'53"
- Oro al Cross Regionale ( Gussago) - 33'40"
- 6º al Cross delle Pradelle ( Lozzo di Cadore) - 31'04"
- Oro al Cross Regionale ( Cernusco Lombardone) - 30'21"
- Oro al Cross Regionale ( Omate) - 29'37"
- Oro al Cross dell'Altopiano ( Clusone) - 20'59"
- 4º al Cross di Gonnesa ( Gonnesa)

1989
- Bronzo alla Dieci miglia del Garda ( Navazzo), 10 miglia - 48'24"
- 7° al Trofeo Rione Castelnuovo ( Recanati), 14 km - 41'14"
- 10º al Giro Podistico Internazionale di Pettinengo ( Pettinengo), 13 km - 37'51"
- Bronzo al Giro Podistico di Rovereto ( Rovereto) - 29'37"
- 6º alla Quartu Corre ( Quartu Sant'Elena) - 30'05"
- Bronzo alla Gonnesa Corre ( Gonnesa), 7 km
- 8º al Cross di Alà dei Sardi ( Alà dei Sardi) - 33'35"

1990
- 8º alla Corrida di San Geminiano ( Modena), 13,1 km - 38'50"
- Oro alla Vivicittà Genova ( Genova), 12 km - 36'33"
- 7º alla Podistica Spilambertese ( Spilamberto), 11 km - 33'27"
- 9º alla Scarpa d'oro ( Vigevano), 8 km - 23'52"
- 8º al Cross di Alà dei Sardi ( Alà dei Sardi) - 31'47"
- Oro al Cross di Ranica ( Ranica)

1991
- 33º alla Maratona d'Italia ( Carpi) - 2h21'19"
- Oro alla Maratonina dell'Epifania ( Cremona-Casalmorano)
- 4º alla Corrida di San Geminiano ( Modena), 13,1 km - 38'51"
- Oro alla Vivicittà Genova ( Genova), 12 km - 36'40"
- 21º al Giro podistico internazionale di Castelbuono ( Castelbuono)[3]
- 17º al Gran Premio Undici Ponti di Comacchio ( Comacchio), 9,5 km
- 13º al Campaccio ( San Giorgio su Legnano)
- 17º alla Cinque Mulini ( San Vittore Olona) - 33'47"

1993
- Oro alla Maratonina dell'Epifania ( Cremona-Casalmorano) - 1h08'51"
- Oro al Grand Prix del Sebino ( Paratico) - 30'18"[4]
- 7º alla Scarpa d'oro ( Vigevano), 8 km - 24'17"

1994
- 11º alla Scarpa d'oro ( Vigevano), 8 km - 24'24"
- 16º al Campaccio ( San Giorgio su Legnano) - 39'19"

1995
- 21º al Cross delle Pradelle ( Domegge di Cadore) - 34'44"